# Tethya peracuata
Tethya peracuata är en svampdjursart som först beskrevs av Topsent 1918.  Tethya peracuata ingår i släktet Tethya och familjen Tethyidae.
Artens utbredningsområde är Seychellerna. Inga underarter finns listade i Catalogue of Life.